# Brussey
Brussey település Franciaországban, Haute-Saône megyében. Lakosainak száma 286 fő (2022. január 1.). Brussey Avrigney-Virey, Chevigney-sur-l'Ognon, Ruffey-le-Château, Beaumotte-lès-Pin és Marnay községekkel határos.

## Népesség
A település népességének változása:
| Lakosok száma | 275  | 276  | 276  | 277  | 276  | 276  | 277  | 278  | 280  | 286  |
|               | 2010 | 2013 | 2015 | 2016 | 2017 | 2018 | 2019 | 2020 | 2021 | 2022 |